# Knockout
Knockout (KO) er en betegnelse, som bruges i flere kampsportsgrene, for eksempel boksning og K-1. KO er et slag eller spark, som medfører, at modstanderen med umiddelbar virkning er ude af stand til at fortsætte kampen. 
En variant af KO er T.K.O., TKO eller "teknisk knockout" vil som regel sige, at en af udøverne må trække sig fra en kamp på grund af skader, som er tilføjet undervejs. 
Afgørelsen om at trække sig/ udgå af en kamp påhviler stævnearrangør, dommer, stævnelæge eller udøverens træner, hvis de anser det som farligt for deltagerens helbred at fortsætte kampen.

## Knockout i boksning
I amatørboksning defineres knockout at foreligge, hvis en bokser har været "nede" (dvs. ikke er i stand til at stå oprejst ved egen hjælp) og ikke er i stand til at genoptage boksningen efter 10 sekunder. 
Stopper kamplederen kampen, uden at der foreligger knockout, anvendes begrebet RSC (Referee Stops Contest). RSC foreligger som RSC, RSCI, RSC-OS og RSC-H. Ved RSC stoppes kampen af kamplederen som følge af, at den tabende bokser er udklasseret, modtager overdrevent mange slag eller ikke er i stand til at fortsætte. Ved RSCI (RSC Injury) stoppes kampen som følge af, at bokseren er skadet. Ved RSC-OS (RSC Outscored) stoppes kampen, hvis der er mere end 20 points forskel mellem bokserne (15 point i kvindekampe) før sidste omgang. Ved RSC-H (RSC Head) stoppes kampen af kamplederen efter en bokser har modtaget adskillige hårde træffere til hovedet.
Definitionerne af knockout og RSC er fastsat af det internationale amatørbokseforbund, AIBA.
I professionel boksning er der ikke på samme måde en generel definition af begrebet knockout, idet de enkelte lande og stater selv fastsætter reglerne for afvikling af boksekampe uden nogen nærmere koordination. 
I en professionel boksekamp anses knockout normalt at foreligge, hvis en bokser, efter at have været nede, ikke er i stand til at fortsætte efter kamplederen har talt til 10, eller denne vurderer det ufornødent at tælle over bokseren. 
Teknisk knockout anses normalt at foreligge, hvis kamplederen stopper kampen uden at der foreligger knockout. Opgiver en bokser, scores kampen ofte som TKO eller som RTD (retired).

## Knockout i andre sammenhænge
Begrebet "Knockout" benyttes også i sportsturneringer, hvor en "knockout-runde" eller "knockout-fase" betegner det forhold, at vinderen af en kamp går videre i turneringen, hvorimod taberen forlader turneringen. I fodbold benyttes denne turneringsform i pokalturneringer (eksempelvis ved Landspokalturneringen og FA Cup'en) og i den sene fase af slutspillet om UEFA Champions League. De fleste tennis- og badmintonturneringer afvikles efter knockout-princippet. 